# ホワイトアローズ
ホワイトアローズ（WHITE ARROWS）は第201教育航空隊の教官たちで構成される海上自衛隊公式の曲技飛行隊。自衛隊で唯一、プロペラ機を使う曲技飛行隊である。

## 概要
ホワイトアローズは小月教育航空群第201教育航空隊所属のベテラン操縦教官、計10数名で構成される。教官や使用される機体の本来の任務は後進の育成であり、曲技飛行隊としての活動はその合間に行われている。
機体は4機の初等練習機T-5を使用するが、専用のT-4を使用している航空自衛隊のブルーインパルスとは違い、訓練機を無改造で使用しており、空中機動を演出するスモークの発生装置もなく、特別塗装もない。一方T-5はプロペラ機であるため比較的低速で旋回半径も小さいので、観客の視界が外れない場所で低空を安全に飛行できる。ホワイトアローズの魅力の一つは、こうした機体の特長を生かし観客に近い所で行われる迫力ある演目にある。
ホワイトアローズの部隊名とエンブレムは隊員公募で決められたもので、部隊名は「T-5の４機の白い機体が大空を縦横無尽に飛ぶイメージ」からとられている。エンブレムは第201教育航空隊のエンブレムも考案した隊員による作品で、「蒼空を飛ぶ４機の白いT-5」をモチーフにしている。エンブレム中の4本の“白い矢”が広がりながら真っ直ぐに伸びる様はアクロバットの力強さと曲技飛行チームの活動の広がりを表している。他にも赤が入った4本の羽は赤いウイングチップを持つT-5がピッタリ寄り添って飛ぶ様を、外枠は前身組織のブランエールの形状を踏襲して伝統の継承と新たな飛翔とをそれぞれ表している。

## 沿革

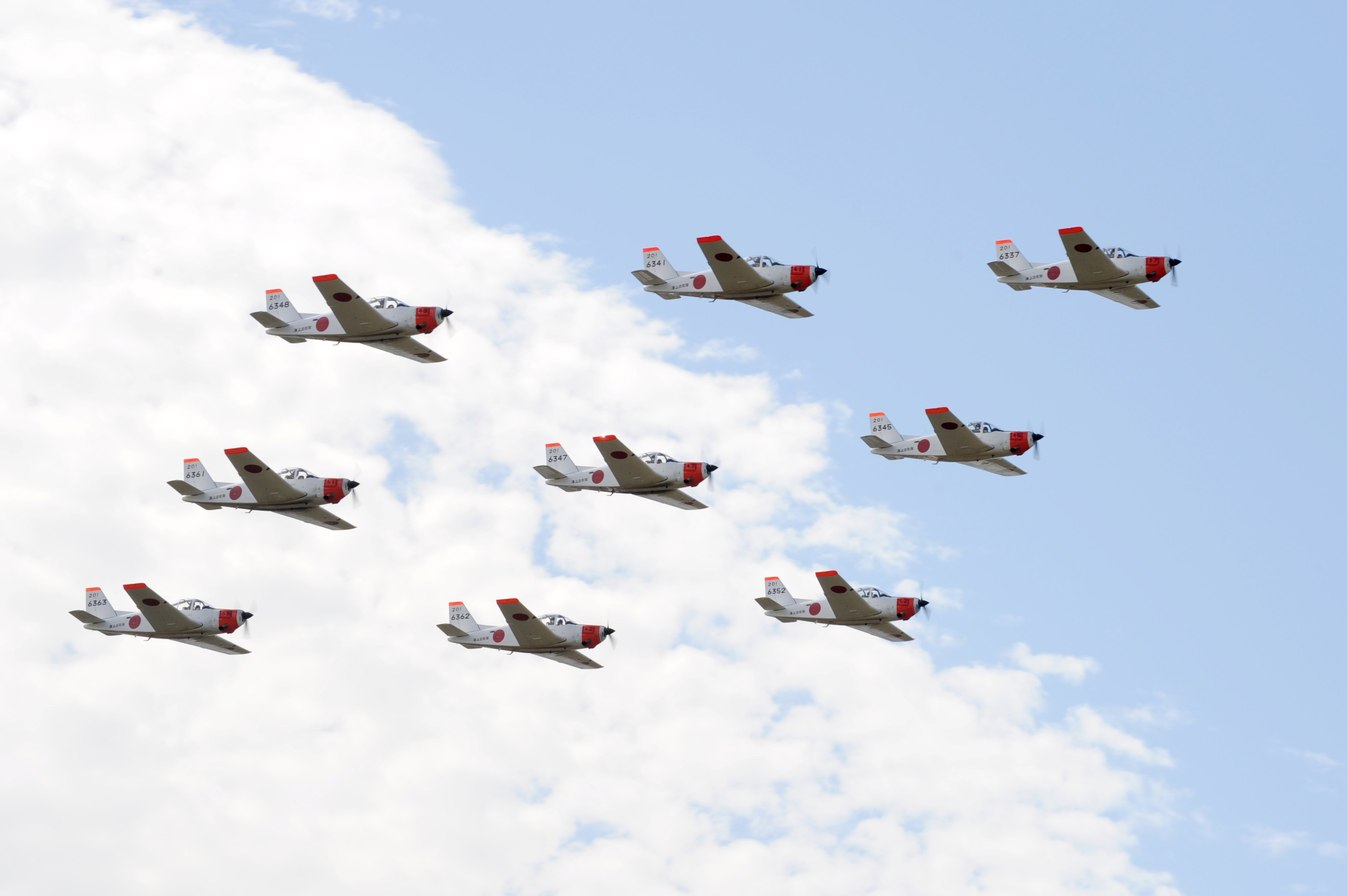
ホワイトアローズによる曲技飛行

1998年、教育航空集団の自主研究を目的に飛行技術研究班として発足。学生教育のための飛行教育技術の向上と学生の学習意欲の向上、そして海上航空の広報活動を目的に活動が開始された。
その後フランス語で「白い翼」を意味するブランエールや第201教育航空隊のコールサインに由来するルーキー・フライトの名称で活動。当初は小月航空基地のイベントで飛行し、翌年から海上自衛隊の教育航空部隊がある鹿屋航空基地と下総航空基地において展示飛行を行っていた。数年間こうした活動を続けてきたが、本来任務の航空学生の教育が多忙になり、小月基地の入隊式やホームベースの小月航空基地で一年に一度だけ催される航空祭『 スウェルフェスタ』だけの活動に限定されていた。
そうした中、展示を視察した当時の海上幕僚長村川豊から、広報効果が高いという評価を受け、海自の「曲技飛行チーム」として公式に活動していくことが認められるなど機運の高まりもあり、2018年10月、小月航空基地に限らず一般のイベントでも展示飛行を行う飛行隊として再スタートした。この時に隊員公募によりホワイトアローズに名称を変更している。
2019年9月7日に千葉で行われたレッドブル・エアレース・ワールドシリーズのエキシビションにおいて初の一般向け展示飛行を行っている。